# سوزان دبليو تورتيليوت
سوزان دبليو تورتيليوت (بالإنجليزية: Suzanne W. Tourtellotte) (11 يناير 1945 - 20 يونيو 2013) فلكية أمريكية تعرف بدورها الكبير في اكتشاف الكواكب الصغيرة. هي أيضا باحثة في جامعة ييل في الولايات المتحدة.

## السيرة الذاتية

### التعليم والحياة المبكرة
التحقت تورتيلوت بمعهد ماساتشوستس للتكنولوجيا وحصلت منه في عام 1966 على درجة البكالوريس قبل أن تلحتق بجامعة ييل وتحصل على درجة الماجستير في عام 1967. التحقت بعد ذلك بجامعة برينستون لتحصل على درجة الدكتوراه في الكيمياء الحيوية في عام 1971.
تعمل تورتيليوت منذ عام 1998 مديرة البيانات في جامعة ييل قسم الفلك. عملت مع براد شايفر على قياس الضوء القادم من قمر نرييد. في عام 2003، قامت بالتعاون مع دافيد ربينويتز، براد ومارثا شيفر بدراسة منحنيات النظام الشميي وحالات دوران أجرام حزام كايبر. في عام 2013، بدأت بالعمل في مرصد لاسيلا.
كانت تورتيلوت عضوًا في هيئة تدريس في كلية ألبرتوس ماجنوس حتى عام 2008. كما عملت عالمة أبحاث في قسم علم الفلك في جامعة ييل.

## الوفاة
توفيت تورتيليوت عن عمر 68 في هامدن بولاية كونيتيكت.

## قائمة الكواكب الصغيرة المكتشفة
خلال عمل تورتيلوت في مركز الكواكب الصغيرة قامت باكتشاف أو بمساعدة في اكتشاف 15 كوكب صغير في مرصد شيللا لاسيلا في عام 2010 بالتعاون مع الفلكي دافيد ربينويتز وميغان شوامب. من أبرز هذه الكواكب (316179) 2010 EN65 إحدى طروادة نبتونية و (445473) 2010 VZ98 جرم وراء نبتوني.
| (312645) 2010 EP65 | 9 مارس 2010    |  |
| (316179) 2010 EN65 | 7 مارس 2010    |  |
| (382004) 2010 RM64 | 9 سبتمبر 2010  |  |
| (445473) 2010 VZ98 | 11 نوفمبر 2010 |  |
| (471136) 2010 EO65 | 9 مارس 2010    |  |
| (471137) 2010 ET65 | 13 مارس 2010   |  |
| (471149) 2010 FB49 | 17 مارس 2010   |  |
| (471150) 2010 FC49 | 18 مارس 2010   |  |
| (471151) 2010 FD49 | 19 مارس 2010   |  |
| (471152) 2010 FE49 | 19 مارس 2010   |  |
| (471155) 2010 GF65 | 14 أبريل 2010  |  |
| (471172) 2010 JC80 | 12 مايو 2010   |  |
| (471196) 2010 PK66 | 14 أغسطس 2010  |  |
| (471210) 2010 VW11 | 3 نوفمبر 2010  |  |
| (499522) 2010 PL66 | 14 أغسطس 2010  |  |

## وصلات خارجية
- الأوراق البحثية لسوزان دبليو تورتيليوت.